# Jaderná elektrárna San-ao
Jaderná elektrárna San-ao (čínsky znaky tradiční 三澳核電廠) je jaderná elektrárna ve výstavbě v Číně. Nachází se v městském okrese Cchang-nan ve městě Wen-čou v provincii Če-ťiang na břehu Východočínského moře. Elektrárna disponuje dvěma jadernými reaktory Hualong One, které jsou ve výstavbě. V budoucnu bude elektrárna obsahovat až 6 bloků analogického typu.

## Historie a technické informace

### Počátky
Počínaje rokem 2006, China Datang Group, China Huaeng Group a China Gungdong Nuclear Power Corporation nezávisle, ale s cílem vybudovat společnou jadernou elektrárnu, hledali lokalitu pro jadernou elektrárnu. V dubnu 2008 dala China Huaneng Group dohromady skupinu expertů, aby prozkoumali vhodné místo pro jadernou elektrárnu v provincii Če-ťiang. Po šesti měsících analýzy různých plážových lokalit byly jako potenciální lokality identifikovány oblasti kolem měst Sia-kuang a Čch'-si v okrese Cchang-nan. Ze srovnávací analýzy vzájemných lokalit nejvíce pozitivně vynikly Pchej-lej a Siao-cchao, které se obě nacházely vedle sebe. Electric Power Planning & Engineering Institute, podřízený China Gungdong Nuclear Power Corporation, v roce 2009 přezkoumal všechny varianty lokalit a potvrdil, že všechna místa splňují požadavky na výstavbu šestiblokové jaderné elektrárny o výkonu 6 000 MW.
Vláda Číny schválila projekt elektrárny v roce 2015. V září 2020 dala Státní rada Čínské lidové republiky souhlas s výstavbou prvních dvou bloků elektrárny. Dne 30. prosince 2020 vydal čínský Národní úřad pro jadernou bezpečnost stavební povolení pro zahájení výstavby dvou reaktorů Hualong One.

### První fáze
Do listopadu 2016 bylo dokončeno posouzení vlivů na životní prostředí pro výstavbu I. fáze výstavby skládající se z bloků 1 a 2 a předloženo k posouzení pro reaktory typu CAP1000. V únoru 2018 navštívil generální ředitel CGN Cangnan Nuclear Power Company výrobce čerpadel Shanghai Electric, který má pro elektrárnu vyrobit oběhová čerpadla. V roce 2018 bylo kvůli problémům s exportním omezením s USA rozhodnuto o změně modelu reaktoru z CAP1000 na čínský Hualong One.

#### Výstavba
Výstavba prvního bloku započala 31. prosincem 2020. Druhý blok nsledoval 30. prosince 2021. Oba bloky budou po dokončení disponovat hrubým výkonem 1210 MW a čistým výkonem, který budou odesílat do sítě, 1117 MW. V konečném součtu bude mít elektrárna po dokončení první fáze celkový hrubý výkon 2420 MW. Dokončení prvního bloku se plánuje na rok 2026 a druhého na rok 2027. V Listopadu 2022 byla na prvním bloku instalována kopule kontejnmentu.

### Druhá fáze
V budoucnu je plánováno v rámci druhé dáze rozšířit výkon elektrárny na 7260 MW dostavbou dalších 4 analogických reaktorů Hualong One.

## Informace o reaktorech
| Reaktor  | Typ reaktoru | Výkon   | Výkon   | Zahájení výstavby | Připojení k síti | Uvedení do provozu | Uzavření |
| Reaktor  | Typ reaktoru | Čistý   | Hrubý   | Zahájení výstavby | Připojení k síti | Uvedení do provozu | Uzavření |
| -------- | ------------ | ------- | ------- | ----------------- | ---------------- | ------------------ | -------- |
| San-ao-1 | Hualong One  | 1117 MW | 1210 MW | 31. 12. 2020      |                  | 2026               |          |
| San-ao-2 | Hualong One  | 1117 MW | 1210 MW | 30. 12. 2021      |                  | 2027               |          |
| San-ao-3 | Hualong One  | 1117 MW | 1210 MW |                   |                  |                    |          |
| San-ao-4 | Hualong One  | 1117 MW | 1210 MW |                   |                  |                    |          |
| San-ao-5 | Hualong One  | 1117 MW | 1210 MW |                   |                  |                    |          |
| San-ao-6 | Hualong One  | 1117 MW | 1210 MW |                   |                  |                    |          |